# 訥爾圖
已革平郡王訥爾圖（1665年6月17日—1696年6月9日，康熙四年五月初五日酉時－康熙三十五年五月初十日卯時），清朝遠支宗室鑲紅旗第五族弘字輩，克勤郡王岳託曾孫，衍僖介郡王羅洛渾之孫，平比郡王羅科鐸第四子，第二任平郡王（清初八位鐵帽子王之一）（1683年-1687年）。
康熙十八年（1679年）正月，受封為平郡王世子。康熙二十二年（1683年）正月，其父平比郡王羅科鐸逝世後襲封多羅平郡王爵位。康熙二十六年（1687年）四月，因毆斃無罪人及折斷他人手足之罪，被削去爵位，改由其弟訥爾福襲封平郡王。
康熙三十五年（1696年）五月初十日卒，年三十二歲。
乾隆四十四年（1779年），朝廷在訥爾福曾孫克勤良郡王慶恆逝世後，以訥爾圖之孫雅朗阿承襲克勤郡王爵位。自此克勤郡王一系俱由訥爾圖後代出任。

## 家庭及關連
- 高祖父：禮烈親王代善（1583年－1648年），清太祖高皇帝第二子，封和碩禮親王，諡烈，配饗太廟。
- 曾祖父：克勤郡王岳託（1599年－1639年），代善第一子，功封多羅貝勒，管理兵部事務，授揚威大將軍，追封多羅克勤郡王，配饗太廟。
- 祖父：衍禧介郡王洛洛歡（1623年－1646年），岳託第二子，功封多羅衍禧郡王，官至議政王、平南大將軍，諡介。
- 祖母：佟佳氏，洛洛歡嫡福晉，都統佟養性之女。
- 父：平比郡王羅科鐸（1640年－1682年），洛洛歡第一子，襲封多羅衍禧郡王，改號平郡王，諡比。
- 母：博爾濟吉特氏，羅科鐸嫡福晉，科爾沁達爾漢卓里克圖巴敦台吉之女。
- 正室：博爾濟吉特氏，散秩大臣圖祜魯克之女。
- 側室：錢氏，二格之女。
- 子：追封克勤郡王訥清額（1692年－1765年），庶錢氏出，乾隆四十四年追封多羅克勤郡王。